# ZiS-30
ZiS-30, sovjetski laki lovac tenkova. Razvijen je iz artiljerijskog traktora T-20 Komsomolets dodavanjem 57 mm topa ZiS-2. Budući da je u kolovozu 1941. jedina tvornica koja je proizvodila T-20 proizvodnju prebacila na tenkove, svi ZiS-30 izrađeni su od prikupljenih rabljenih traktora. Zbog ovoga, ali i nedostatka raspoloživih topova, od 21. rujna do 15. listopada 1941. napravljen je 101 primjerak ZiS-30.
Iako se zahvaljujući kvalitetnom topu pokazao uspješnim, ZiS-30 je patio i od brojnih nedostataka poput loše stabilnosti, slabe oklopljenosti te niskih kapaciteta municije i goriva. Do ljeta 1942. većina je primjeraka izgubljena zbog borbi i tehničkih kvarova.